# حزب الطليعة الأخلاقية والاجتماعية
حزب الطليعة الأخلاقية والاجتماعية (بالإسبانية: Partido Vanguardia Moral y Social) هو حزب سياسي تقدمي في كولومبيا. في الانتخابات التشريعية التي أجريت في 10 مارس 2002، فاز الحزب كواحد من العديد من الأحزاب الصغيرة بالتمثيل البرلماني.